# میریام ساراچیک
 میریام ساراچیک (انگلیسی: Myriam Sarachik؛ (زادهٔ ۱۹۳۳ – درگذشتهٔ ۷ اکتبر ۲۰۲۱) فیزیک‌دان اهل ایالات متحده آمریکا بود. وی برنده سال ۲۰۰۵ جایزه باکلی بود.